# Écuillé

Écuillé este o comună în departamentul Maine-et-Loire, Franța. În 2009 avea o populație de 592 de locuitori.